# Kano Dai
Dai Kano (sinh ngày 28 tháng 8 năm 1974) là một cầu thủ bóng đá người Nhật Bản.

## Sự nghiệp câu lạc bộ
Dai Kano đã từng chơi cho Kashiwa Reysol.